# Нарывник изменчивый
Нарывник изменчивый (лат. Mylabris variabilis) — вид жуков-нарывников.

## Подвиды
- Mylabris variabilis var. disrupta Baudi, 1878
- Mylabris variabilis var. lacera Fischer von Waldheim, 1827
- Mylabris variabilis var. mutabilis Mars
- Mylabris variabilis var. sturmi Baudi

## Распространение
Обычный вид в большей части Южной Европы, встречается на территории от Иберийского полуострова до южной части России. Также обитают на Кавказе и в Закавказье, на Ближнем и Среднем Востоке и в северной части Леванта, в Центральной Азии и Сибири.

## Описание

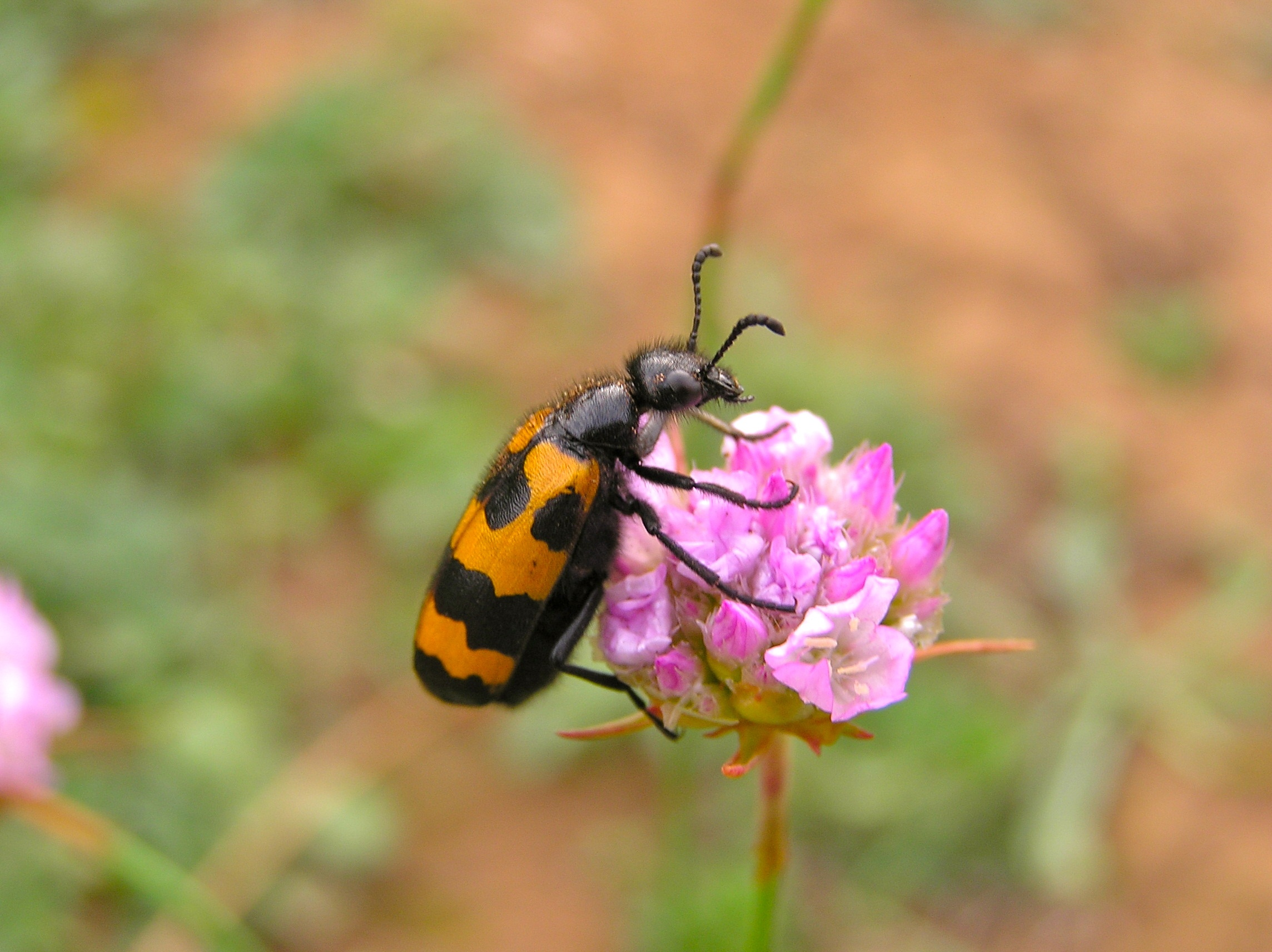
Вид сбоку

Длина тела до 8-20 мм. Тело продолговатое, цилиндрическое. Размеры чёрных отметин и окрас очень разнообразны (что отражено в латинском названии вида variabilis). Облик представителей вида весьма схож с Mylabris pannonica Kaszab, 1956.

## Биология
У Mylabris variabilis очень сложный жизненный цикл. Взрослые особи летают с июня по сентябрь. На личиночной стадии питаются яйцами и личинками кузнечиков.